# Congregación de Clérigos Marianos
La Congregación de los Clérigos Marianos o Congregación de Clérigos Marianos de la Inmaculada Concepción de la Beata Virgen María (en latín: Congregatio Clericorum Marianorum ab Inmaculata Conceptione Beatissimae Virginis Mariae) es una congregación religiosa católica masculina de derecho pontificio, fundada en Polonia en 1670, como Orden religiosa, por Estanislao Papczyński y restaurada en 1909, por Jorge Matulaitis, como congregación de votos simples. Los religiosos de este instituto son conocidos como padres marianos y añaden a sus nombres las siglas: M.I.C.

## Historia

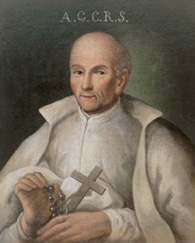
Estanislao Papczyński (1631-1701), fundador de la Orden de los Clérigos Marianos de la Inmaculada Concepción.

### Origen
Estanislao Papczyński, el 11 de diciembre de 1670, abandonó la Orden de los Clérigos Regulares de las Escuelas Pías y junto a tres compañeros, pertenecientes a la nobleza polaca, dio inicio a una pequeña comunidad de eremitas en Korabiewice (Hoy Puszcza Mariańska). La comunidad adoptó un hábito blanco y tenían como fin la propagación de la devoción de la Inmaculada Concepción, el sufragio por las ánimas del purgatorio y la ayuda a los sacerdotes en el ministerio parroquial. Se establecieron principalmente en las zonas campesinas o marginales. La primera aprobación la recibieron de parte del obispo de Poznań, Stephen Wierzbowski.
En 1681, los clérigos marianos recibieron un primer reconocimiento pontificio y en 1699 fueron aprobados como una Orden de clérigos regulares, de ahí el nombre de Clérigos regulares marianos. La nueva Orden debió aceptar una Regla ya existente, a causa de la prohibición del IV Concilio de Letrán de redactar nuevas Reglas de vida religiosa. Recibieron la Regla de la Orden de la Anunciación de la Virgen María (Monjas Anunciadas). Como estas religiosas estaban sometidas al gobierno de los franciscanos observantes, la adhesión a su Regla de vida comportó la agregación de los marianos a la Orden Franciscana. Los primeros religiosos profesaron sus votos de obediencia, castidad y pobreza, el 6 de junio de 1701, pocos meses luego de la muerte del fundador.

### Expansión
La Orden se expandió rápidamente por Polonia y Lituania. En 1750 fueron abiertas las primeras casas en Portugal. En 1779, recibieron la custodia de la iglesia de Santos Vito y Modesto en Roma.
Como se trataba de una forma de vida propia, nacida independientemente del estilo de vida franciscana, en 1787 fue anulada la agregación a la Orden de los Frailes Menores.

### Decadencia y restauración

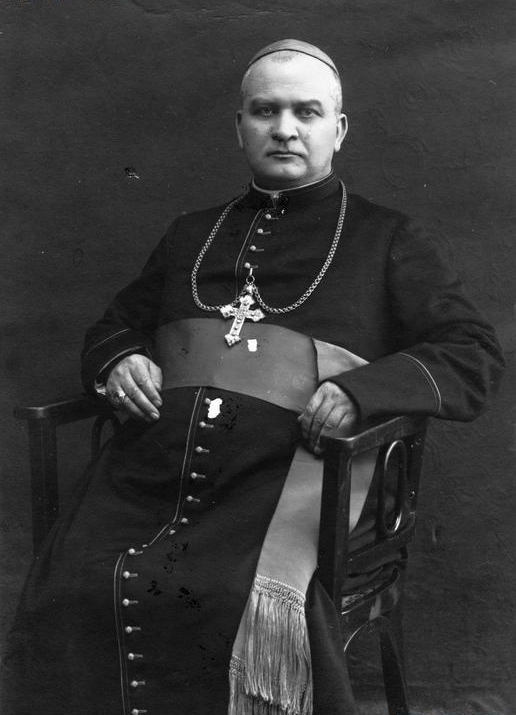
Jorge Matulaitis (1871-1927), restaurador de los Clérigos Marianos y con quien se convierte en Congregación de votos simples

Entre los siglos XVIII y XIX la congregación declinó gravemente. Los religiosos perdieron las casas de Portugal, luego el convento romano, y a causa de la hostilidad de gobierno zarista de Rusia, que presionaba en los territorios polacos de las actuales Polonia y Lituania, fueron confiscadas la mayor parte de sus casas en dichos territorios.
En 1867 los Clérigos Marianos se habían reducido a solo veinticuatro religiosos, de los cuales en 1897 quedaron solo tres y en 1908 uno. Para evitar la extinción de la congregación, Jorge Matulaitis obtuvo de la Santa Sede el permiso de entrar en la Orden sin haber cumplido el noviciado. Luego recibió el permiso para adoptar el hábito negro del clero secular y de abandonar los votos solemnes, transformando la Orden en una congregación religiosa de votos simples.
El 29 de agosto de 1909, fecha en que se señala el renacimiento de los Clérigos Marianos, fue abierto un nuevo noviciado y el 28 de noviembre de 1910, el papa Pío X aprobó las nuevas constituciones.
Matulaitis, considerado el restaurador de la congregación, fue beatificado por el papa Juan Pablo II el 28 de junio de 1987. Mientras que el fundador lo fue el 16 de septiembre de 2007 por el papa Benedicto XVI.

## Actividades y presencias
Los padres marianos se dedican especialmente a la instrucción y a la educación cristiana de la juventud. Además sirven a la Iglesia católica, mediante el ministerio sacerdotal, las misiones y el apostolado de la Imprenta.
En 2011, la congregación contaba con 472 religiosos, de los cuales 345 eran sacerdotes, y 58 comunidades repartidas en Alemania, Argentina, Australia, Bielorrusia, Brasil, Camerún, Eslovaquia, Estados Unidos, Filipinas, Italia, Kazajistán, Letonia, Lituania, Polonia, Portugal, Reino Unido, República Checa, Ruanda y Ucrania. La curia general se encuentra en Roma y su actual superior general es el religioso polaco Jan Mikołaj Rokoz.

## Laicado Mariano: Asociación de Ayudantes Marianos
Dentro de la congregación existe una asociación de fieles de derecho pontificio que opera bajo los cánones 298-320, 327-329 y 677 del Código de Derecho Canónico, la Asociación de Ayudantes Marianos (en inglés Association of Marian Helpers), fundada en el año 1925, una asociación espiritual que apoyan la misión y el apostolado de los Clérigos Marianos, y promueven el mensaje y la devoción de la Divina Misericordia, a la fecha tiene alrededor de 1.5 millones de miembros alrededor del mundo